# Newportia ernsti
Newportia ernsti är en mångfotingart som beskrevs av Pocock 1891. Newportia ernsti ingår i släktet Newportia och familjen Scolopocryptopidae.
Artens utbredningsområde är:
- Peru.
- Venezuela.

## Underarter
Arten delas in i följande underarter:
- N. e. ernsti
- N. e. fossulata